# Херардо Флорес
Херардо Флорес (ісп. Gerardo Flores, нар. 5 лютого 1986, Сочітепек) — мексиканський футболіст, півзахисник клубу «Крус Асуль».

## Клубна кар'єра
У дорослому футболі дебютував 2003 року виступами за команду клубу «Сакатепек», в якій провів один сезон, взявши участь лише у 1 матчі чемпіонату.
Протягом 2004–2005 років захищав кольори команди клубу «Атлетіко Селая».
Своєю грою за останню команду привернув увагу представників тренерського штабу «Монтеррея», до складу якого приєднався 2005 року. Більшість часу, проведеного у складі «Монтеррея», був гравцем дублюючої команди.
2007 року уклав контракт з «Академікосом» (з 2008 року — «Атлас»), в якому виступав з перервою на оренду в «Хагуарес Чьяпас» до 2011 року.
До складу клубу «Крус Асуль» приєднався в червні 2011 року. Наразі встиг відіграти за команду з Мехіко 65 матчів в національному чемпіонаті.

## Виступи за збірну
2013 року дебютував в офіційних матчах у складі національної збірної Мексики.
У складі збірної був учасником розіграшу Кубка конфедерацій 2013 року у Бразилії.
Наразі провів у формі головної команди країни 7 матчів.